# Josef Poncar
Josef Poncar (* 14. März 1902 in Chodouň bei Zdice; † 6. November 1986 in Zdice) war ein tschechischer Kapellmeister und Blasmusik-Komponist.
Poncar wuchs als Sohn eines fürstlichen Kammermusikers auf und leitete bereits im Alter von elf Jahren eine eigene Kapelle. Nachdem er den Beruf des Tischlers erlernt hatte, arbeitete er im Hauptberuf als Angestellter der Tschechoslowakischen Eisenbahnen. Daneben war er als Musiker tätig und zählt neben Jaromír Vejvoda und Karel Vacek zu den bekannten Komponisten der böhmischen Blasmusik. Seine bekannteste Komposition ist die Polka Auf der Vogelwiese.

## Werke
- Chodouňská polka (Festwies-Polka/Da Capo-Polka/Wenn die Egerländer spielen/Ich und der Mond)[1]
- Den nejhezčí (Der schönste Tag im Jahr; Walzer)
- Já nemám nic (Tanz’ noch einmal; Polka)
- Když slyším klarinet (Polka)
- Lásky hledání bzw. Žal srdce (Herzeleid; Walzer)
- Lucie (Polka)
- Počápelská polka oder Cecilka polka (Auf der Vogelwiese)
- Přes dvě vesnice (Über zwei Dörfer; Polka)
- Pro Andulinku (Andulička-Polka)
- Pytlák (Walzer; mit Bedřich Ondráček)
- Říkej „mám tě rád“ (Verliebt ins Böhmerland; Walzer)
- Stázičko má (Karlspolka)
- Své srdíčko pohlídám (O Puti; Polka)
- Tam u Rožmitála (Dort in Böhmen; Polka)
- Ten večer májový (Der Abendstern/Das Sternlein; Walzer)
- V té naší zahrádce-sousedská
- Za potočinou (An meinem Bächlein; Polka)
- Za šera (In der Dämmerung; Polka)
- Zakázaná polka
- Zdická (Polka)
- Žanynka má (Žanynka-Polka)